# Frontera entre Síria i Israel
La frontera entre Síria i Israel fou establerta oficialment a la dècada de 1920, i ha estat objecte de litigis entre els dos països. A l'est d'aquesta frontera internacional, els Alts del Golan han estat ocupats des de 1967 i annexats unilateralment a Israel el 1981, però Síria reclama que es tracta d'un territori disputat entre els dos països i l'annexió no és reconeguda per les Nacions Unides.

## Frontera oficialDe Jure
La creació d'aquesta va ser establerta durant la Conferència de San Remo en 1920 per concretar els Acords Sykes-Picot que van establir les zones d'influències franceses (Mandat a Síria) i britànic (Mandat a Palestina a l'Orient Mitjà després de la derrota de l'Imperi Otomà durant la Primera Guerra Mundial. La línia límit es va establir més tard durant l'Acord de Paulet-Newcombe en 1923.
Comença al trifini no lluny del riu Ouazzani, afluent del riu Hasbani, que desemboca a Jordània, punt de reunió amb la frontera entre Israel i el Líban i la frontera entre el Líban i Síria.
Llavors es dirigeix cap a l'est cap al kibbutz de Dan situat aproximadament a 2 km. L'envolta, pren una direcció sud i corre al llarg del riu Jordà a 0,5/1 km de la seva costa oriental, que abasta tota aquesta part de la vall del Jordà en profit de l'Estat jueu.
Quan el riu arriba al llac de Tiberíades, la frontera corre al llarg de la seva riba oriental, es posa de nou sota control total israelià, fins al nord del kibbutz Ein Gev, on la frontera torna a ser terrestre convertir a terra i s'avança més lluny de la riba del llac a mesura que baixa cap al sud per arribar a les ribes del riu Yarmuk a aproximadament 10 km des de la seva confluència amb Jordània, creant així un segon trifini a la Israel-Jordània i Jordània-Síria.
El 1949, durant els acords d'armistici àrab-israelià que va acabar la guerra araboisraeliana de 1948, el traçat es va mantenir sense canvis, però les àrees prèviament ocupades per l'exèrcit sirià a l'oest de la frontera van ser evacuades i desmilitaritzades.

## FronteraDe factoactual

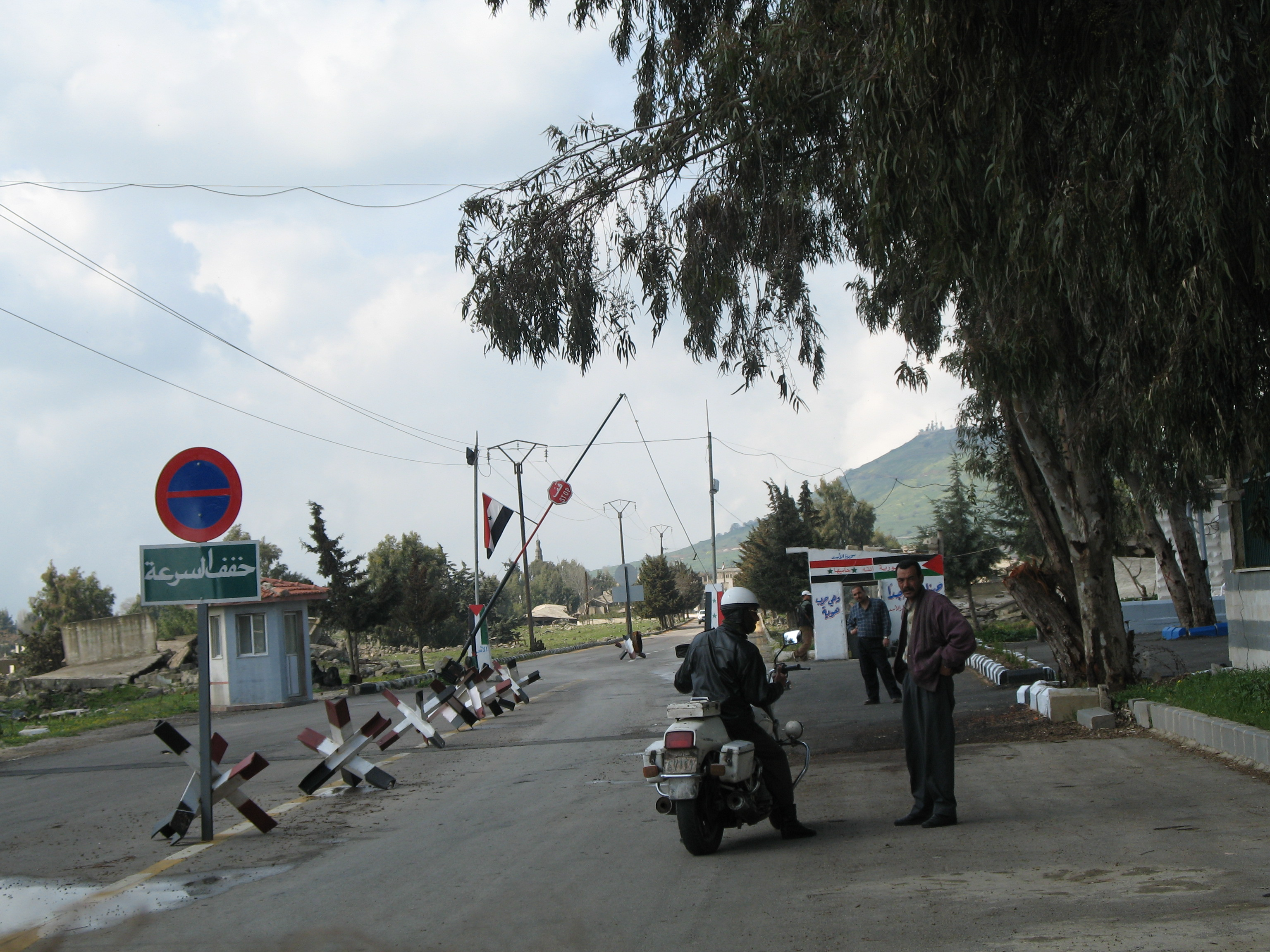
Frontera siriana als alts del Golan donant accés a l'enclavament palestí

Aquesta línia d'armistici es trenca durant la guerra dels Sis Dies en 1967. De fet, durant el conflicte les tropes israelianes van envair els Alts del Golan, massís muntanyós situat a l'est del llac de Tiberíades. El final de les hostilitats confirma les conquestes militars de les Forces de Defensa d'Israel.
No obstant això, el 1973 va esclatar la guerra del Yom Kippur i durant el conflicte, els israelians seguiren guanyant terreny arribant a 40 km de Damasc, la capital siriana. No obstant això, després de dues setmanes i mitja d'enfrontaments armats, es va arribar a la conclusió d'un acord d' "alto el foc" entre els protagonistes. Israel va accedir a tornar a les seves posicions militars anteriors a condició que s'establís entre ells i els sirians una terra de ningú evacuada als peus del Golan, custodiada per les forces de pau de la UNDOF, que després va ser delimitada per dues línies d'alto el foc: Alpha (oest) i Bravo (est).
El 1981, l'Estat hebreu unilateralment va annexar els alts del Golan al seu territori malgrat les protestes internacionals. De fet, la línia d'alto el focAlpha de 80 km, que constitueix el límit occidental de la terra de ningú, va esdevenir la nova frontera "efectiva" d'Israel amb Síria.
El juny de 2016, quan Guerra Civil siriana, la banda siriana és controlada per tres entitats: 
| « | Al nord, les Forces Armades Sirianes i els seus aliats, els iranians i el Hesbol·là libanès. Al sud, sobre quinze a vint kilòmetres, la Brigada dels màrtirs de Yarmouk, que ha promès lleialtat a Estat Islàmic. Al centre de 70 a 80% de la frontera (50 km), el Front Al-Nusra i d'altres petits grups rebels. | » |